# Поживне середовище

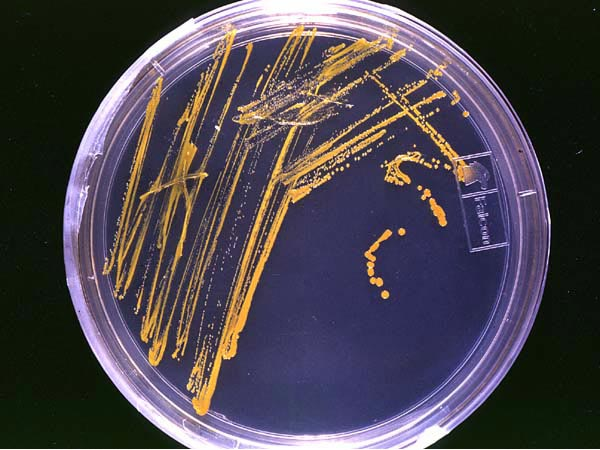
Агарове середовище з пророслими колоніями мікроорганізмів.

Пожи́вне середо́вище (англ. culture medium, ще називають іноді живильне середовище) — субстанція, яку використовують для лабораторного (штучного) вирощування організмів. На сьогодні відомо безліч стандартних біологічних поживних середовищ. Основа багатьох середовищ, які використовують, зокрема, для культивування бактерій, бактеріофагів, личинок дрозофіл тощо — агар-агар. За набором специфічних компонентів можуть бути виділені мінімальне середовище, селективне середовище тощо.

## Види поживних середовищ
- МПА
- МПБ

### Універсальні для ентеробактерій
- Середовище Левіна
- Середовище Ендо (Агар Ендо)
- Середовище Плоскірєва (Бактоагар Плоскірева)
- гліцеринові середовища (гліцериновий бульйон)
- картопляні середовища
- яєчні середовища (Левенштейна-Йєнсена, Петрова, Петран΄яні)
- напівсинтетичні та синтетичні середовища (середовище Сотона)
- середовище для виділення L-форм бактерій
- середовище Прайса (цитратна кров)
- Агар глюкозо-пептонний
- Агар поживний сухий
- Агар лужний сухий для холерних вібріонів
- Агар-агар
- Ацетатний агар
- Вісмут-сульфіт агар (ВСА)
- Жовч суха
- Казеїново-вугільний агар (КУА)
- Лактобакагар
- Малонат агар
- Основний пептон для холерних вібріонів
- ОТДМ
- Пептон ферментативний
- Поживне середовище Пізу
- Поживний бульйон сухий
- Селенітове середовище
- Середовищє Кітта-Тароцці

### Для культивуваннягрибів
- Сусло-агар с додаванням вуглеводів
- Рисовий відвар
- Овочеві відвари
- Середовище Сабуро — це середовище (агар Сабуро) використовують з метою встановлення і виділення дріжджів, цвілі та інших патогенних грибів, що можуть існувати в людському організмі. Складається з пептону ферментативного, глюкози і агар-агару.[1]
- Середовище АГВ
- Середовище Гіссен
- Середовище Кесслера
- Середовище Кліглера
- Середовище Коду
- Середовище Олькеніцкого
- Середовище Ресселя
- Середовище Сіммонса
- Тіогліколеве середовище
- Телур калію 2% 10амп. х 5 мл
- Екстракт кормових дріжджів
- Еритрит агар